# Éric Renaud
Éric Renaud (ur. 30 maja 1961 w Créteil) – francuski kajakarz, kanadyjkarz. Brązowy medalista olimpijski z Los Angeles w 1984.
Brał udział w igrzyskach olimpijskich w 1984 w Los Angeles. Zdobył brązowy medal w kanadyjkowej dwójce na dystansie 1000 metrów, wspólnie z nim płynął Didier Hoyer. Na dystansie 500 metrów Renaud i Hoyer zajęli 4. miejsce.
Kajakarzami i medalistami olimpijskimi byli również jego ojciec Marcel i brat Philippe.